# Perissus thibetanus
Perissus thibetanus là một loài bọ cánh cứng trong họ Cerambycidae.